# 祖国 (毛里求斯)
《祖国》（英語：Motherland），让·乔治·普罗斯珀（Jean Georges Prosper）作词，菲力普·戎梯尔（Philippe Gentil M.B.E.）作曲，1968年被定为毛里求斯共和国国歌。

## 歌词
| Glory to thee, Motherland O motherland of mine. Sweet is thy beauty, Sweet is thy fragrance, Around thee we gather As one people, As one nation, In peace, justice and liberty. Beloved Country, May God bless thee For ever and ever. | 光荣归于你，祖国， 啊我们父母邦。 多么美丽， 多么芳香。 让我们团结成 一个民族， 一个国家， 和平、公道、自由永享。 亲爱的国家， 愿上帝保佑你， 千秋万代长兴旺。 |